# Відносини Іспанії та Тунісу

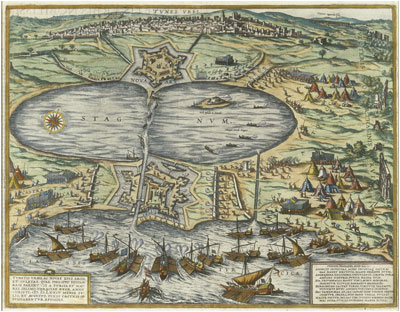
Завоювання Тунісу (1574) османами

Відносини Іспанії та Тунісу — це двосторонні та дипломатичні відносини між цими двома країнами. Туніс має посольство в Мадриді і два консульства в Барселоні і Пальма-де-Майорка. Іспанія має посольство в Туніс.

## Історія
До османським завоюванням Тунісу в 1574 Королівство Хафсидів (займаючи територію, подібну до сучасного Тунісу) стала протекторатом Іспанська монархія в середині 16 століття. З присутністю Andalusi на території сучасного Туніс принаймні з 13 століття, після 1609 року Туніс отримав досить значний приплив вигнаних Moriscos (близько 80 000) з Кастилії та Арагона. Усман Дей полегшив їм справу, і їм надали викладачів арабської мови та ісламської релігії. Вигнані «моріско» оживили економіку та оновив культурне життя Тунісу.
Іспанське королівство та Керування Хусейнідами Регентство Тунісу підписали як Договір про мир і торгівлю в 1791 році.
У 1957 році, через рік після проголошення незалежності Тунісу, і незважаючи на відносно слабкі попередні відносини на початку 20-го століття, спричинені французьким впливом у Магрибі та соціалістичними нахилами партії Нео Дестур, яка виступає за незалежність (а також часом нестабільною Відносини Тунісу з головним арабським союзником Іспанії, Єгиптом), іспанський диктатор Франсиско Франко отримав президента Тунісу Хабіба Бургібу з найвищими відзнаками. Обидва лідери намагалися підтримувати дружні двосторонні відносини до кінця своїх правил.
Туніс є провідним політичним і комерційним партнером Іспанії, і між двома країнами існує дипломатична злагода. На цьому новому етапі демократичного переходу обидві країни мають чітке бажання покращувати та поглиблювати двосторонні відносини в усіх порядках. Президент Родрігес Сапатеро був першим главою уряду, який відвідав 2 березня 2011 року демократичний Туніс, щоб висловити підтримку та солідарність свого уряду та іспанського народу з постреволюційним демократичним процесом.Шаблон:Потрібна цитата
У березні 2012 року Туніс відвідав міністра закордонних справ і співробітництва Хозе Мануель Гарсія-Маргалло. У червні 2014 року він здійснив новий візит, а SEAEX здійснив ще один візит у квітні 2015 року. Гарна політична гармонія базується на спільних пріоритетах та уявленнях щодо різних питань: стабільності та безпеки в Середземномор’ї. Договір про дружбу, добросусідство та співробітництво (підписаний у 1995 році та ратифікований у 1996 році) був першим, який Туніс підписав із країною Європейського Союзу. Гарний імідж Іспанії в Тунісі пояснюється історичними причинами ("Андалузі", як тут позначаються маври, які оселилися на цих землях, внесли знання та багатство і залишаються ознакою відмінності), географічної близькості та налагодження стратегічних інтереси, а також туристичні обміни.

## Економічні відносини
Торгівля між двома країнами, хоча вони і продемонстрували зростання за останні чотири роки, далека від таких, як у основних європейських конкурентів в Іспанії, якими є Франція, Італія та (Німеччина). У 2013 році іспанський експорт до Тунісу становив 905 мільйонів євро, що на 9% менше порівняно з попереднім роком. Імпорт скоротився на 2,6% до 560 млн євро. Рівень покриття склав 162%.
У 2014 році Іспанія була сьомим постачальником з часткою ринку 4,1%; і п'ятий клієнт з часткою 3,5%. Що стосується обмінів Тунісу з ЄС, то він посідає четверте місце в порівнянні з іншими країнами обидві категорії (Джерело: Національний інститут статистики Тунісу).
У 2014 році іспанський експорт до Тунісу становив 911,7 мільйона євро, що на 0,7% більше порівняно з попереднім роком. При цьому імпорт скоротився на 27,5%, досягнувши 405,7 млн євро. Рівень покриття склав 224,7%.
З боку експорту виділяють: паливо та нафтопродукти (23%); автомобілі та автокомпоненти (8%); злаки, особливо пшениця (5,5%); тканини одягу (4,4%); електрообладнання (4%); металопродукція та вироби з неї (3,9%).
Серед імпорту були: паливно-мастильні матеріали (18,4%); жіночий одяг (15,8%); заморожені молюски та ракоподібні (9%); чоловічий одяг (7,6%); інтимно-ванна мода (7,2%); електрообладнання (4%).
З точки зору Іспанії, у 2013 році Туніс позиціонував себе як наш клієнт номер 41 і наш постачальник номер 56. З точки зору Іспанії, у 2014 році Туніс був нашим клієнтом номером 44 і нашим постачальником номером 69. Баланс Баланс двосторонніх послуг залишається сприятливим для Іспанії завдяки транспортному сектору.

## Співпраця
У листопаді 2013 року Офіс технічного співробітництва було закрито. З цієї дати виконання програми співробітництва в Тунісі здійснює керівник відділу співробітництва Іспанії в посольстві Іспанії в Тунісі.
Основною структурою, в якій працює Іспанське співробітництво в Тунісі, є програма Масар, програма супроводу процесів демократичного управління в арабському світі. Після революції 2011 року зусилля в Тунісі були зосереджені на підтримці ініціатив громадянського суспільства та зміцненні демократичного управління.

## Дивіться також
- Зовнішні відносини Іспанії
- Зовнішні відносини Тунісу
- Відносини Тунісу та ЄС